# Independência total
 (mai 2018).
Si vous disposez d'ouvrages ou d'articles de référence ou si vous connaissez des sites web de qualité traitant du thème abordé ici, merci de compléter l'article en donnant les références utiles à sa vérifiabilité et en les liant à la section « Notes et références ».
Independência total est l'hymne national de Sao Tomé-et-Principe. Il est officiel depuis 1975.
La mélodie est de Manuel dos Santos Barreto de Sousa e Almeida et les paroles d'Alda do Espírito Santo.

## Paroles
Independência total 

Glorioso canto do povo 

Independência total 

Hino sagrado combate 

Dinamismo 

Na luta nacional 

Juramento eterno 

No país soberano 

De São Tomé e Príncipe 

Guerrilheiro da guerra sem armas na mão 

Chama viva na alma do povo 

Congregando os filhos das ilhas 

Em redor da Pátria Imortal 

Independência total, total e completa 

Construindo no progresso e na paz 

A Nação mais ditosa da terra 

Com os braços heróicos do povo 

Independência total 

Glorioso canto do povo 

Independência total 

Hino sagrado combate 

Trabalhando, lutando e vencendo 

Caminhamos a passos gigantes 

Na cruzada dos povos africanos 

Hasteando a bandeira nacional 

Voz do povo, presente, presente em conjunto 

Vibra rijo no coro da esperança 

Ser herói na hora do perigo 

Ser herói no ressurgir do país 

Independência total 

Glorioso canto do povo 

Independência total 

Hino sagrado combate 

Dinamismo 

Na luta nacional 

Juramento eterno 

No país soberano 

De São Tomé e Príncipe